# Chammes
Chammes – miejscowość i dawna gmina we Francji, w regionie Kraj Loary, w departamencie Mayenne. W 2013 roku jej populacja wynosiła 352 mieszkańców. 
W dniu 1 stycznia 2016 roku z połączenia dwóch ówczesnych gmin – Chammes oraz Sainte-Suzanne – powstała nowa gmina Sainte-Suzanne-et-Chammes. Siedzibą gminy została miejscowość Sainte-Suzanne. 